# Hall
För andra betydelser, se Hall (olika betydelser).

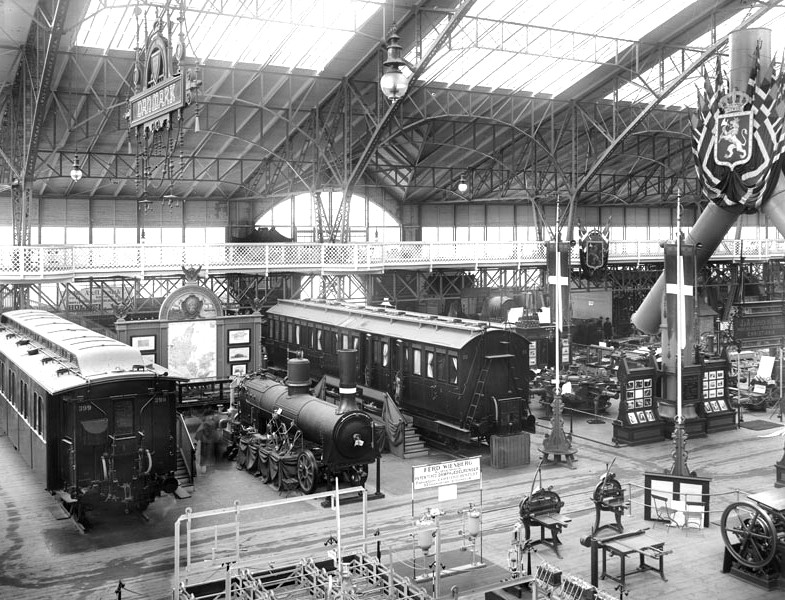
Utställningshall vid Stockholmsutställningen 1897

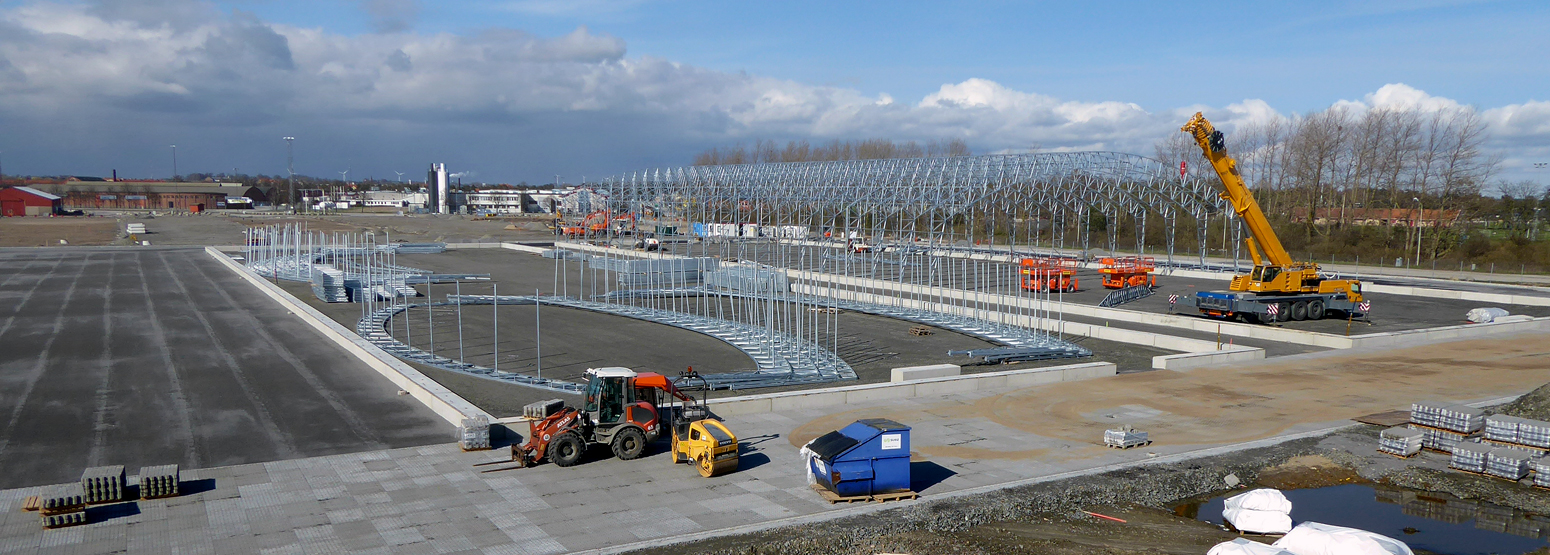
Lagerhallar under konstruktion vid Världens ände i Ystad. 16 april 2017.

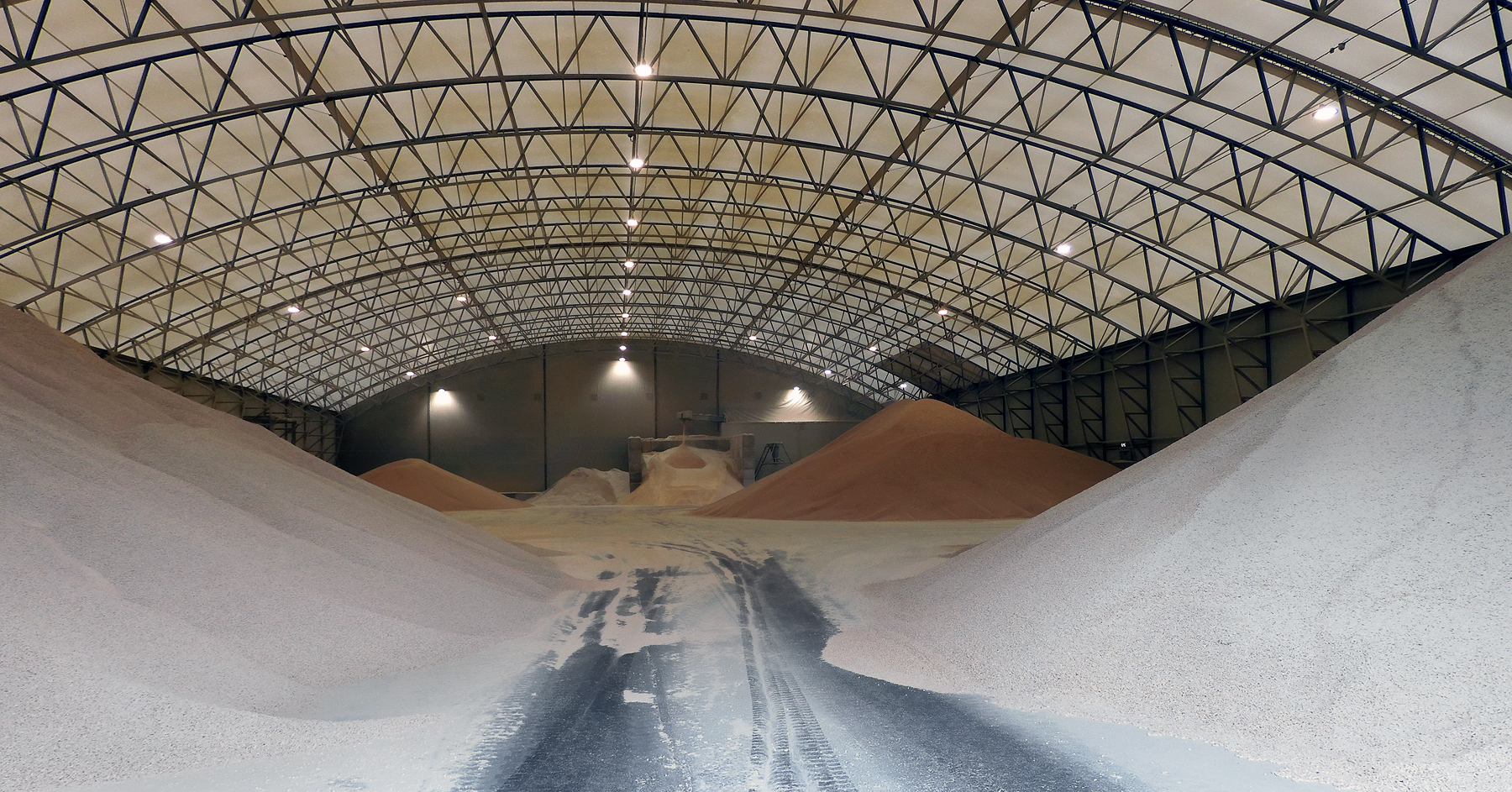
Lagerhall för träpellets.

En hall är ett rum i en byggnad eller lägenhet. Hallen är ett entréutrymme från vilket dörrar och/eller trappor leder till övriga rum.
Under järnåldern har hall betecknat en stor byggnad av långhustyp, främst för representativa ändamål på stormannagårdar. Senare har det kommit att beteckna en stor gästabudssal i andra byggnader, eller byggnader med ett utrymme som liknar ett sådant, till exempel hallkyrka.
En hall har även kommit att syfta på en byggnad med stor volym, där försäljning av varor ske (saluhall), där varor lagras (lagerhall), där varor tillverkas (fabrikshall), där produkter av olika slag utställs (utställningshall) eller för idrottsaktiviteter (bandyhall, ishall, simhall, sporthall).
Efter att ha kunnat syfta på en entréhall, en stor öppen ingångshall, har betydelsen spridit sig även till andra entréutrymmen.
Ordet "hall" i bemärkelsen entréutrymme är belagt i svenska språket sedan 1899.